# Scserbinovszkajai járás

A Scserbinovszkajai járás a Krasznodari határterületen

A Scserbinovszkajai járás (oroszul Щербиновский муниципальный район) Oroszország egyik járása a Krasznodari határterületen. Székhelye Sztaroscserbinovszkaja.

## Népesség
- 1989-ben 36 208 lakosa volt.
- 2002-ben 38 816 lakosa volt, melyből 36 825 orosz (94,9%), 834 ukrán, 282 örmény, 135 fehérorosz, 101 cigány, 70 tatár, 59 német, 45 azeri, 34 görög, 32 grúz, 9 adige.
- 2010-ben 37 301 lakosa volt.